# خونان
مقاطعة خونان (بالصينية: 湖南: (Hunan)) هي مقاطعة غير ساحلية تَابِعَة لجمهوريَّة الصين الشعبية، وهي جُزء من مِنطَقَة جنوب وسط الصين، تَقع في الروافد الوسطى لمستجمعات المياه في نهر اليانغتسي، يحدها من الشمال هوبي، ومن الشَّرق جيانغشي، ومن الجنوب غوانغدونغ وقوانغشي، ومن الغرب قويتشو، ومن الشمال الغربيّ تشونغتشينغ، عاصمتها وأكبر مدنها تشانغشا المُتاخمة لنهر شيانغ والواقعة في الجزء الشرقي مِنهَا، يزيد سُكَّانها عَن 67 مليُون نسمة، وتبلغ مساحتها نَحو 210,000 كيلومتر مربع (81,000 ميل2)، وهي المُقاطعة السابعة من حيثُ عدد السكان في الصين، والعاشرة من حيثُ المِسَاحَة، بلغَ إجمالي الناتج المحليّ الاسمي لعام 2020 أَكثَر من 600 مِليار دُولَار أمريكي، وتُعد من أكبر 30 اقتصادًا دُون وطني فِي العَالم حيثُ تجاوز إجمالي الناتج المحليّ وفقًا لتعادل القوَّة الشرائية 1 تريليون دُولَار أمريكي.
اسم «خونان» يعني حرفيًا «جَنُوب البحيرة»،  ويُشير إلى بحيرة دونجتنج، الواقعة شَمَال شَرق المُقاطعة، خضعت مِنطَقَة خونان لأول مرَّة للحكم الصيني حوالي 350 قَبل الميلاد، عَندَمَا أصبَحَت جُزءًا من ولاية تشو، وكانت خونان مسقط رأس الثوري الشيوعي ماو تسي تونغ،  الَّذِي أصبَح الأب المؤسِس لجمهوريَّة الصين الشعبية، وهي حاليًا موطن بَعض الأقلّيات العرقيّة مِثل التوجيا، والمياو ويُشكل الهان الصينيّين غالبية سُكَّانها.
تَقع خونان على الضفة الجنوبيَّة لنهر يانغتسي، وقد أُدرج مَوقِع ولينغيوان كموقع للتراث العالميّ لليونسكو في عام 1992.

## التاريخ

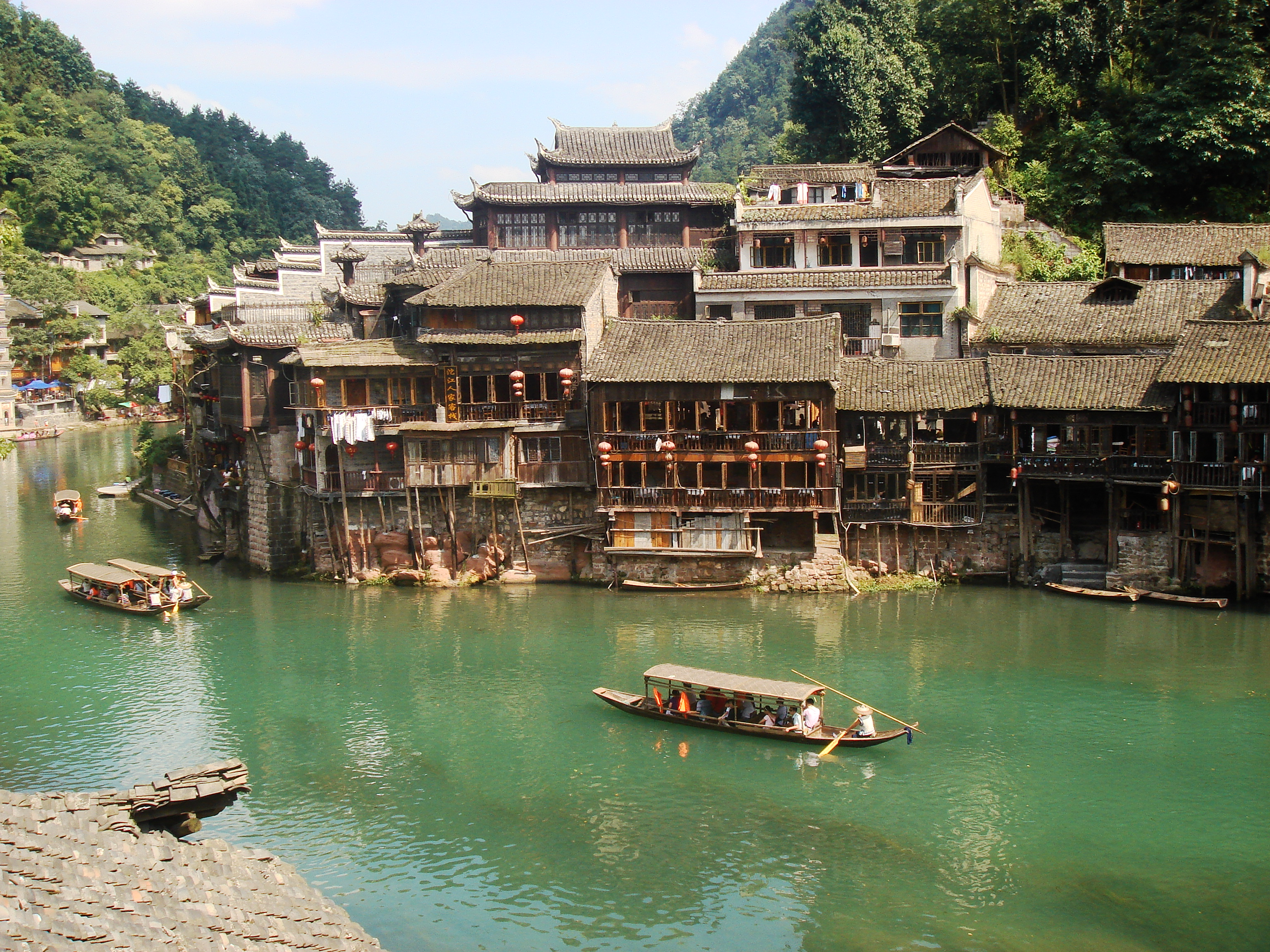
بلدة فنغهوانغ في خونان

احتل أسلاف شُعُوب الياو والمياو والتوجيا والدونغ و«الياو الحديثة» غابات خونان البدائيَّة، ودخلت المُقاطعة التَّاريخ الصيني المكتوب في حوالي 350 قَبل الميلاد، عَندَمَا أصبَحَت جُزءًا من ولاية تشو تحت حُكِم مُلُوك أسرة زو، وَبَعد أن احتَّلت تشين قلب تشو عام 278 قَبل الميلاد، أصبَحَت اَلمِنطَقَة تحت سيطرة تشين، ثم مملكة تشانغشا خِلال عهد أسرة هان، وَفِي هَذَا الوَقت، كَانَت المُقاطعة نقطة جذب لاستيطان الصينيّين الهان من الشمال ولمئات السنين بَعد ذَلِك، حيثُ نزحوا واستوعبوا السكان الأصلِيِين، وأزالوا الغابات وبدأوا زراعة الأرز في الوديان والسهول،  ونفذت إمبِرَاطُورِيَّة هان الاستعمار الزراعي للأراضي المُنخفضة جزئياً، وأدارت السدود النهرية لحماية الأراضي الزراعيَّة من الفيضانات،  وسُميت العديد من القرى الصَّغِيرَة في خونان على أسماء عائلات الهان الَّتِي استقرت فِيهَا، وسادت الهِجرَة من الشمال بشكل خاصّ خِلال فَترَة سلالة جين الشرقيَّة وفترات السُلالات الشماليَّة والجنوبيَّة عَندَمَا دَفع الغزاة الرحل هَذِه الشُّعُوب جنوبًا.
خِلال فَترَة السُلالات الخُمُس والمَمالِك العشر كَانَت خونان موطنًا لنظامها المستقل «مَا تشو»، وأصبحت خونان وهوبي جُزءًا من مقاطعة هوغانغ حتَّى عهد أسرة تشينغ، وَفِي 1664 تم إِنشاء هوغوانغ وأُعيد تسميتها إلى اسمها الحاليّ في عام 1723.
أصبَحَت خونان مَركَز اتصالات مهم بسبب موقعها على نهر يانغتسي، حيثُ مثلت مركزًا مهمًا للنشاط العلميّ والفكر الكونفوشيوسي، لَا سِيمَا في أكاديمية يويلو في تشانغشا، وكانت على الطريق السَّرِيع الإمبراطوريّ الَّذِي شُيد بَين شَمَال وجنوب الصين، وأنتجت الأرض الحبوب بكثرة وأطعمت أجزاء كثيرة من الصين بفائضها، واستمر عدد سُكَّانها في النمُو حتَّى القرن التَّاسِع عشر، وأصبحت خونان مكتظة وعرضة لانتفاضات الفلَّاحين مِثل «تمرد مياو» الَّذِي أندلع بسبب التوترات العرقيّة واستمر عشر سنوات (1795-1806)، وتمرد تايبينغ الَّذِي أندلع في مِنطَقَة قوانغشي الجنوبيَّة في عام 1850، حيثُ انتشر التمرد في خونان ثم توسع على طُول وادي نهر يانغتسي. وَفِي النهاية كَان سار جيش بِقيادة «تسنغ جوفان» إلى نانجينغ لإخماد التمرد في عام 1864.

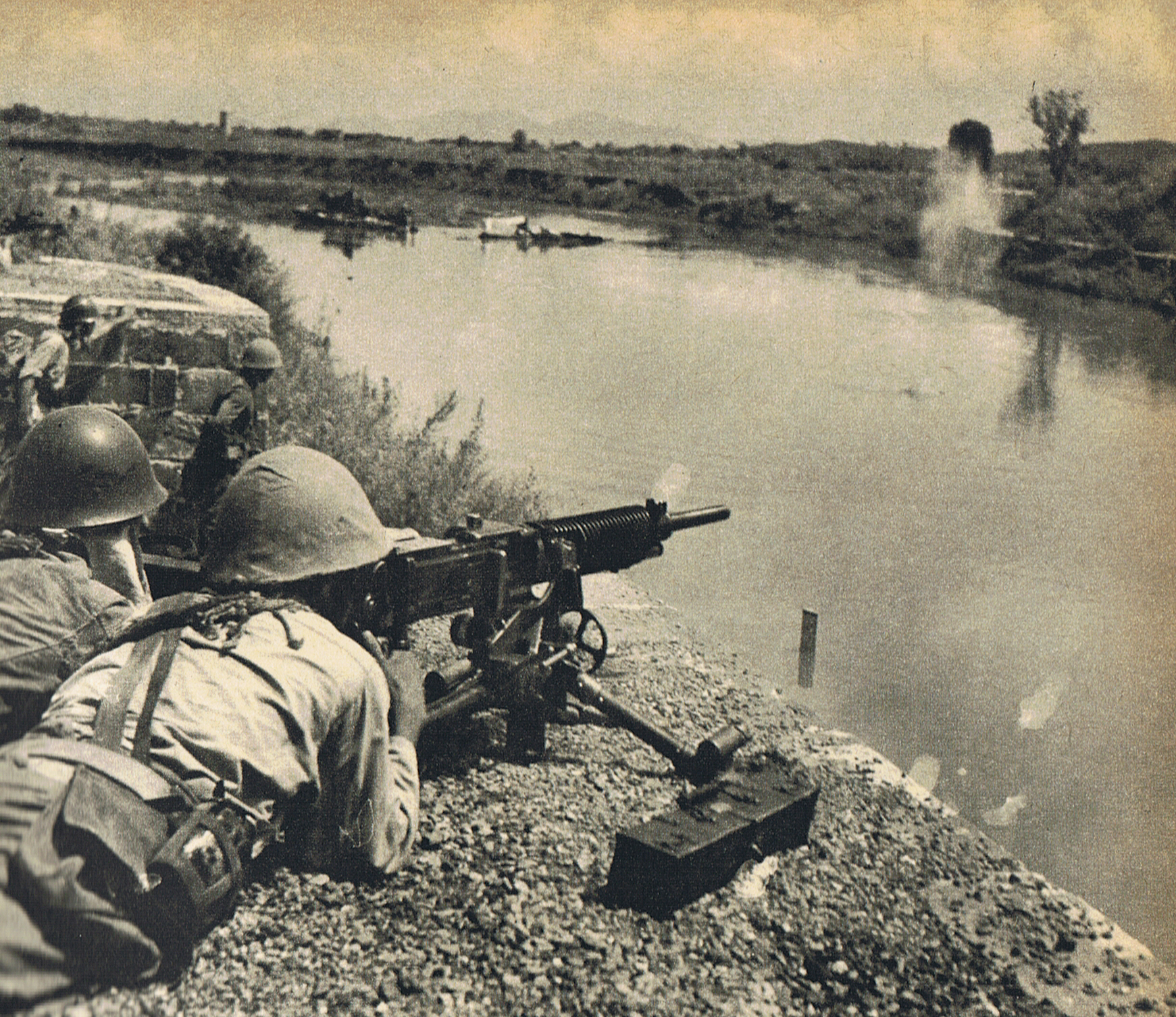
جنود غزاة يابانيون يطلقون النار عبر نهر ميلو أثناء معركة تشانغشا في الحرب العالمية الثانية في آسيا

في عام 1920 اندلعت مجاعة في جَمِيع أنحاء خونان وقتلت مَا يقارب 2 مليُون مدني خوناني،  وأدت المجاعة لاندلاع انتفاضة حصاد الخريف في 1927، الَّتِي قادها ماو تسي تونج من خونان، وأنشأت «خونان السوفيتيّة» في 1927، حيثُ شن الشيوعيون حرب العصابات في الجبال على طُول حدود «خونان-جيانغشي» حتَّى عام 1934، وتحت ضغط قوات الكومينتانغ القوميَّة بدأوا المسيرة الطويلة إلى قَوَاعِد في مقاطعة شنشي، وَبَعد رحيل الشيوعيين حارب جيش الكومينتانغ ضدَّ اليابانيين في الحرب الصينيَّة اليابانيّة الثانيَّة، ودافعوا عَن تشانغشا حتَّى سقطت عام 1944، وأطلقت اليابان «عَمَلِيَّة إيتشيغو» للسيطرة على خط السكة الحديد من ووتشانغ إلى غوانزو، وَفِي عام 1949 عاد الشيوعيون مرَّة أُخرى عَندَمَا تراجع القوميين جنوبًا.
في خمسينيّات القرن الماضي أرغم الجنرال «وانغ تشن» آلاف النِساء في خونان على الاستعباد الجنسيّ في وحدات جيش التحرير الشعبي في شينجيانغ،  ودعمت خونان الثورة الثقافية (1966-1976)، وكانت أبطأ من مُعظم المُقاطعات في تبني إصلاحات دينج شياو بينج في السنوات الَّتِي أعقبت وفاة ماو في عام 1976.
كَان من خوان العديد من قادة الجيل الأول الشيوعيون أبرزهم ماو تسي تونغ، والرَّئِيس ليو شاوقي، والأُمَّين العَام «رن البيشي»، وهُو ياو بانغ، والمارشال «بينغ ديهواي»، وهي لونغ، و«لو رونغهوان»، وأحد الحكماء الثمانيّة وانغ زن، وأول عضوة في اللَّجنَة المركزيَّة للحزب شانغ شينغ يو، والجنرال هوانغ كيتشنغ، والدبلوماسي لين بوكو، ورئيس الوُزراء السَّابِق زهو رونغجي.

## الجغرافيا
تَقع خونان على الضفة الجنوبيَّة لنهر اليانغتسى، وتبلغ مساحتها 211,800 كيلومتر مربع (81,800 ميل2)، وهي في المرتبة العاشرة كأكبر قسم على مُستَوى المُقاطعات، وتُحاط جوانبها الشرقيَّة والجنوبيَّة والغَربيَّة بالجبال والتلال، وأبرزها جبال ولينغ من الشمال الغربيّ، وجبال كسوفينج من الغرب، وجبال نانلينج من الجنوب، وجبال لووكسياو من الشَّرق، وتُشكل الجبال والتلال أَكثَر من 80 بالمائة من مِسَاحَة المُقاطعة، بينما تُشكل السهول أقل من 20 بالمائة، ترتفع أعلى نقطة في مقاطعة خونان 2115.2 متر فوق مُستَوى سطح البَحر، وهي قِمَّة لينجفينج (酃峰).
تلتقي أنهار «شيانغ»، و«زي»، و«يوان»، و«ليشوي» عِند نهر اليانغتسي عِند بحيرة دونجتنج في شَمَال خونان، وتُعد الأجزاء الوسطى والشماليَّة للمقاطعة منخفضة إلى حَد مَا، وتُشكل حوض على شكل حرف U مفتوح من جهة الشمال حيثُ بحيرة دونجتنج، ويَقع مُعظم خونان في أربعة أحواض تُعد روافد رئيسيَّة لنهر اليانغتسي، وتُعتبر بحيرة دونجتنج أكبر بحيرة في المُقاطعة وثاني أكبر بحيرة للمياه العذبة في الصين.
تحتل مِنطَقَة «شياو شيانغ» وبحيرة دونجتنج مكانة بارزة في الشعر واللوحات الصينيَّة، لَا سِيمَا خِلال عهد أسرة سونغ عَندَمَا ارتبطوا بالمَسؤُولِين الذين فُصلوا ظلمًا.
كَانَت تشانغشا (الَّتِي تعني «الرمال الطويلة») مِنطَقَة إِنتاج سيراميك نشطة خِلال عهد أسرة تانغ، حيثُ تم إِنتاج أوعية الشاي والأباريق وَغَيرَهَا من المُنتجات بكميات كَبِيرَة، وتمَّ شحنها إلى المُدن الساحليَّة الصينيَّة لتصديرها، وقد أُكتشف مركب شراعي عربي يعود تاريخه إلى ثمانينيَّات القرن الماضي ويُعرف اليوم بِاِسم «حطام سفينة بيليتونج» قبالة جزيرة بيليتونج الصَّغِيرَة بإندونيسيا يحتوي أَكثَر من 60 ألف قطعة.
يُعتبر مناخ خونان مناخ شبه استوائي، ويُصنف بتصنيف كوبن على أنَّه مناخ شبه استوائي رطب، ولها شتاء قصير وبارد ورطب، وصيف حار ورطب للغاية، وتهطل فِيهَا أمطار غزيرة، يبلغ متوسط درجات الحرارة في يناير من 3 إلى 8 °م (37 إلى 46 °ف)، بينما يبلغ متوسط درجات الحرارة في يوليو حوالي 27 إلى 30 °م (81 إلى 86 °ف)، أمَّا متوسط هطول الأمطار السنوي فيبلغ 1,200 إلى 1,700 مليمتر (47 إلى 67 بوصة). سميت حقبة فورونجيان في العصر الكامبري من الزمن الجيولوجي بِاِسم «خونان» فورونج (芙蓉)، والَّتِي تعني في لغة الماندرين «اللوتس»، وتُشير إلى خونان الَّتِي تُعرف بِاِسم «ولاية اللوتس».

## التقسيمات الإدارية
تُقسم خونان إلى أربعة عشر قسماً على مستوى المحافظة منها ثلاثة عشر مدينة، ومحافظة مستقلة، وتنقسم الأقسام الأربعة عشر إلى 122 قسمًا على مستوى المقاطعة (35 مقاطعة، و17 مدينة على مستوى المحافظة، و63 مقاطعة، و7 مقاطعات ذاتية الحكم)، والتي تنقسم إلى 2587 قسمًا على مستوى البلدة (1098 مدينة، و1158 بلدة، و98 بلدة عرقية، و225 منطقة فرعية، وثمانية مكاتب عامة في المقاطعات)، بلغ مجموع سكانها 68.6 مليون نسمة في نهاية عام 2017.
| التقسيمات الإدارية لخونان | التقسيمات الإدارية لخونان | التقسيمات الإدارية لخونان         | التقسيمات الإدارية لخونان | التقسيمات الإدارية لخونان        | التقسيمات الإدارية لخونان | التقسيمات الإدارية لخونان | التقسيمات الإدارية لخونان | التقسيمات الإدارية لخونان | التقسيمات الإدارية لخونان | التقسيمات الإدارية لخونان | التقسيمات الإدارية لخونان |
| ------------------------- | ------------------------- | --------------------------------- | ------------------------- | -------------------------------- | ------------------------- | ------------------------- | ------------------------- | ------------------------- | ------------------------- | ------------------------- | ------------------------- |
|                           |                           |                                   |                           |                                  |                           |                           |                           |                           |                           |                           |                           |
| №                         | رقم التقسيم               | الاسم العربي                      | بالصينية                  | بالبينيين                        | المساحة بـ كم2            | السكان (2010)             | المقر                     | التقسيمات                 | التقسيمات                 | التقسيمات                 | التقسيمات                 |
| №                         | رقم التقسيم               | الاسم العربي                      | بالصينية                  | بالبينيين                        | المساحة بـ كم2            | السكان (2010)             | المقر                     | محافظة                    | مقاطعة                    | مقاطعات مستقلة            | مدينة على مستوى مقاطعة    |
|                           | 430000                    | خونان                             | 湖南省                    | Húnán Shěng                      | 210000.00                 | 65,683,722                | تشانغشا                   | 35                        | 64                        | 7                         | 16                        |
| 1                         | 430100                    | تشانغشا                           | 长沙市                    | Chángshā Shì                     | 11,819.46                 | 7,044,118                 | Yuelu District            | 6                         | 2                         |                           | 1                         |
| 13                        | 430200                    | تشوتشو                            | 株洲市                    | Zhūzhōu Shì                      | 11,262.20                 | 3,855,609                 | Tianyuan District         | 4                         | 4                         |                           | 1                         |
| 8                         | 430300                    | شيانغتان                          | 湘潭市                    | Xiāngtán Shì                     | 5,006.46                  | 2,748,552                 | Yuetang District          | 2                         | 1                         |                           | 2                         |
| 4                         | 430400                    | هنغيانغ                           | 衡阳市                    | Héngyáng Shì                     | 15,302.78                 | 7,141,462                 | Zhengxiang District       | 5                         | 5                         |                           | 2                         |
| 7                         | 430500                    | شاويانغ                           | 邵阳市                    | Shàoyáng Shì                     | 20,829.63                 | 7,071,826                 | Daxiang District          | 3                         | 7                         | 1                         | 1                         |
| 11                        | 430600                    | يوييانغ                           | 岳阳市                    | Yuèyáng Shì                      | 14,897.88                 | 5,477,911                 | Yueyanglou District       | 3                         | 4                         |                           | 2                         |
| 2                         | 430700                    | تشانغده                           | 常德市                    | Chángdé Shì                      | 18,177.18                 | 5,747,218                 | Wuling District           | 2                         | 6                         |                           | 1                         |
| 12                        | 430800                    | زانغجياجي                         | 张家界市                  | Zhāngjiājiè Shì                  | 9,516.03                  | 1,476,521                 | Yongding District         | 2                         | 2                         |                           |                           |
| 9                         | 430900                    | يييانغ                            | 益阳市                    | Yìyáng Shì                       | 12,325.16                 | 4,313,084                 | Heshan District           | 2                         | 3                         |                           | 1                         |
| 3                         | 431000                    | تشينزو                            | 郴州市                    | Chēnzhōu Shì                     | 19,317.33                 | 4,581,778                 | Beihu District            | 2                         | 8                         |                           | 1                         |
| 10                        | 431100                    | يونغتشو                           | 永州市                    | Yǒngzhōu Shì                     | 22,255.31                 | 5,180,235                 | Lengshuitan District      | 2                         | 8                         | 1                         |                           |
| 5                         | 431200                    | هوايهوا                           | 怀化市                    | Huáihuà Shì                      | 27,562.72                 | 4,741,948                 | Hecheng District          | 1                         | 5                         | 5                         | 1                         |
| 6                         | 431300                    | لودى                              | 娄底市                    | Lóudǐ Shì                        | 8,107.61                  | 3,785,627                 | Louxing District          | 1                         | 2                         |                           | 2                         |
| 14                        | 433100                    | شيانغشى توجيا ومياو (ذاتية الحكم) | 湘西土家族苗族自治州      | Xiāngxī Tǔjiāzú Miáozú Zìzhìzhōu | 15,462.30                 | 2,547,833                 | جيشو ‏                     |                           | 7                         |                           | 1                         |

### المناطق الحضرية
| السكان حسب المناطق الحضرية للمقاطعة ومدن المقاطعات | السكان حسب المناطق الحضرية للمقاطعة ومدن المقاطعات | السكان حسب المناطق الحضرية للمقاطعة ومدن المقاطعات | السكان حسب المناطق الحضرية للمقاطعة ومدن المقاطعات | السكان حسب المناطق الحضرية للمقاطعة ومدن المقاطعات |
| #                                                  | المدينة                                            | المنطقة الحضرية                                    | منطقة المقاطعة                                     | تاريخ التعداد                                      |
| -------------------------------------------------- | -------------------------------------------------- | -------------------------------------------------- | -------------------------------------------------- | -------------------------------------------------- |
| 1                                                  | تشانغشا                                            | 2,963,218                                          | 3,092,213                                          | 2010-11-01                                         |
| (1)                                                | تشانغشا                                            | 230,136                                            | 523,660                                            | 2010-11-01                                         |
| 2                                                  | هنغيانغ                                            | 1,115,645                                          | 1,133,967                                          | 2010-11-01                                         |
| 3                                                  | تشوتشو                                             | 999,404                                            | 1,055,150                                          | 2010-11-01                                         |
| (3)                                                | تشوتشو                                             | 94,326                                             | 383,598                                            | 2010-11-01                                         |
| 4                                                  | يوييانغ                                            | 924,099                                            | 1,231,509                                          | 2010-11-01                                         |
| 5                                                  | شيانغتان                                           | 903,287                                            | 960,303                                            | 2010-11-01                                         |
| 6                                                  | تشانغده                                            | 846,308                                            | 1,457,419                                          | 2010-11-01                                         |
| 7                                                  | يييانغ                                             | 697,607                                            | 1,245,517                                          | 2010-11-01                                         |
| 8                                                  | ليويانغ                                            | 588,081                                            | 1,279,469                                          | 2010-11-01                                         |
| 9                                                  | تشنجو                                              | 582,971                                            | 822,534                                            | 2010-11-01                                         |
| 10                                                 | شاويانغ                                            | 574,527                                            | 753,194                                            | 2010-11-01                                         |
| 11                                                 | يونغتشو                                            | 540,930                                            | 1,020,715                                          | 2010-11-01                                         |
| (12)                                               | نينغشيانغ                                          | 498,055                                            | 116,6138                                           | 2010-11-01                                         |
| 13                                                 | لييانغ                                             | 476,173                                            | 1,151,554                                          | 2010-11-01                                         |
| 14                                                 | هوايهوا                                            | 472,687                                            | 552,622                                            | 2010-11-01                                         |
| 15                                                 | ليلينج                                             | 449,067                                            | 947,387                                            | 2010-11-01                                         |
| 16                                                 | لودى                                               | 425,037                                            | 496,744                                            | 2010-11-01                                         |
| 17                                                 | تشانغ نينغ، هونان                                  | 332,927                                            | 810,447                                            | 2010-11-01                                         |
| 18                                                 | ميلو                                               | 321,074                                            | 692,080                                            | 2010-11-01                                         |
| 19                                                 | يوانجيانغ                                          | 281,097                                            | 666,270                                            | 2010-11-01                                         |
| 20                                                 | زانغجياجي                                          | 250,489                                            | 494,528                                            | 2010-11-01                                         |
| 21                                                 | ليانيوان                                           | 245,360                                            | 995,515                                            | 2010-11-01                                         |
| 22                                                 | لينجشويجيانغ                                       | 238,275                                            | 327,146                                            | 2010-11-01                                         |
| 23                                                 | لينشيانغ                                           | 225,054                                            | 498,319                                            | 2010-11-01                                         |
| 24                                                 | زيكسينغ                                            | 215,707                                            | 337,294                                            | 2010-11-01                                         |
| 25                                                 | جيشو                                               | 212,328                                            | 302,065                                            | 2010-11-01                                         |
| 26                                                 | شيانغشيانغ                                         | 210,799                                            | 788,216                                            | 2010-11-01                                         |
| 27                                                 | هونغجيانغ                                          | 197,753                                            | 477,996                                            | 2010-11-01                                         |
| 28                                                 | ووغانغ                                             | 187,436                                            | 734,870                                            | 2010-11-01                                         |
| 29                                                 | جينشي                                              | 156,230                                            | 250,898                                            | 2010-11-01                                         |
| 30                                                 | شاوشان                                             | 27,613                                             | 86,036                                             | 2010-11-01                                         |

## السياسة

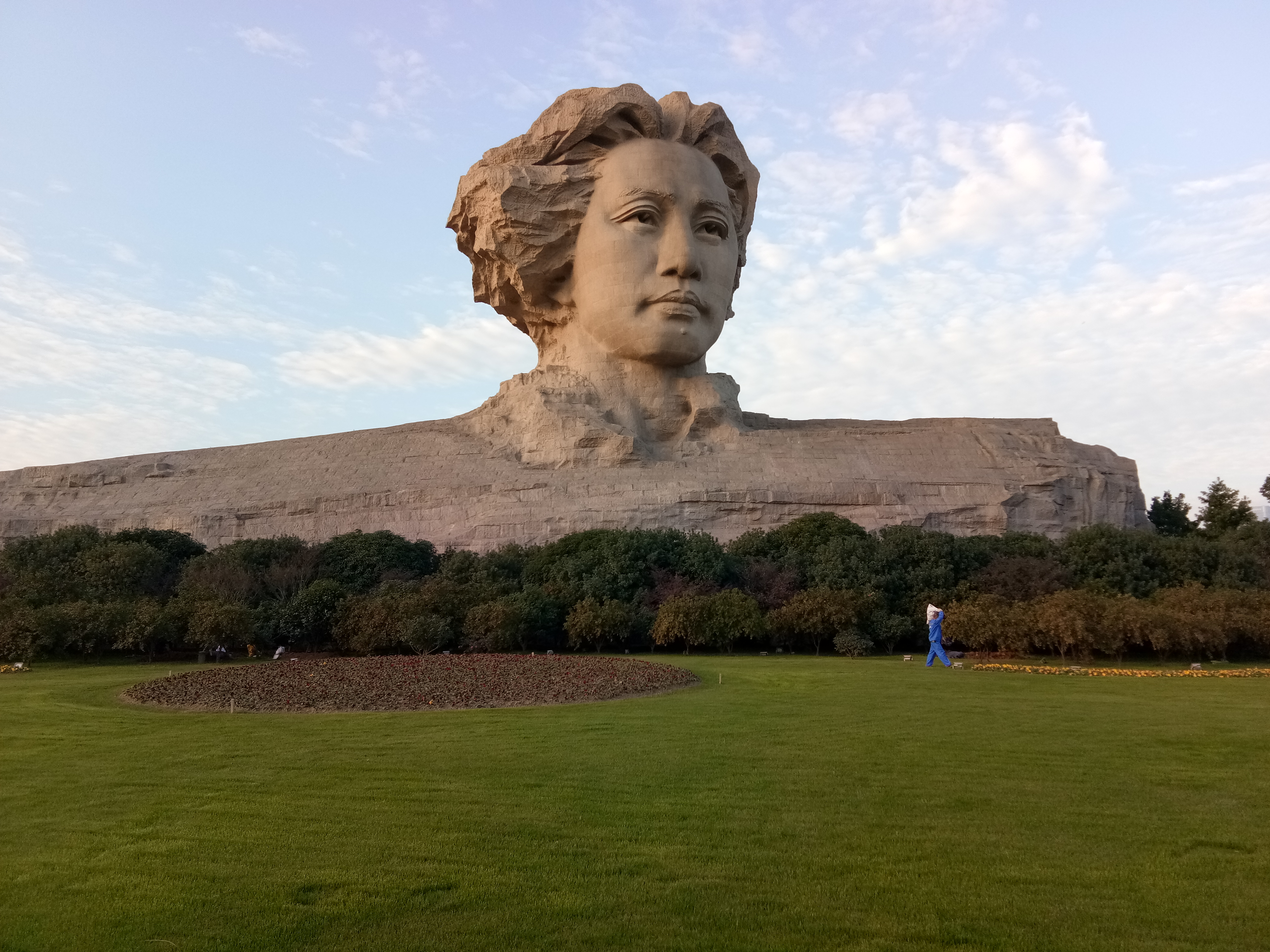
تمثال يونغ ماو تسي تونغ في تشانغشا

مِثل جَمِيع المؤسّسات الحاكمة الأُخرى في الصين القارية، تُنُظُم سياسة هونان في نِظَام حكوميّ وحزبي مزدوج، يُعد حاكم المُقاطعة المسؤول الأعلى رتبة في الحُكومة الشعبية لهونان. ولكنَّه يتمتع الحاكم بسلطة أقل من سكرتير لَجنَة الحزب الشيوعي الصيني في المُقاطعة، والَّذِي يُطلق عليه بالعامية «رَئِيس حزب هونان للحزب الشيوعي الصيني».

## الاقتصاد
كَانَت هونان تُصدر الراوند والمسك والعسل والتبغ والقنب والطيور مُنذ مُنتَصَف القرن التَّاسِع عشر،  وتُعد مِنطَقَة بحيرة دونجتينج مركزًا مهمًا لإنتاج الرامي، ولزراعة الشاي، وَفِي السنوات الأخيرة نمت هونان وأصبحت مركزًا مهمًا لإنتاج الصلب والآلات والإلكترونيّات، خاصَّة وأنَّ قطاع التَصنِيع في الصين يبتعد عَن المُقاطعات الساحليَّة مِثل قوانغدونغ وتشجيانغ.
تشتهر مِنطَقَة إستبنيت في لينجشويجيانغ بمناجمها، وتُعد من المراكز الرَئِيسيّة لاستخراج الأنتيمون في الصين. 
تشتهر هونان أيضًا ببعض الشَّرِكَات العالميَّة المصنعة لمعدات البناء مِثل مضخات الخرسانة، والرافعات، ومنها شَّرِكَة «جروب ساني»، وزومليون، و«سِنّ وارد»، وتُعد مَدِينَة ليويانغ من أشهر أَمَاكِن تَصنِيع الأَلعَاب النارية فِي العَالم.
بلغَ الناتج المحليّ الإجمالي الاسمي 475 مِليار دُولَار أمريكيّ (3.16 تريليون يوان صيني) في 2016، وَكَان نصيب الفرد من الناتج المحليّ الإجمالي 6983 دُولَار أمريكيّ (46382 يوان صيني).
| الناتج المحلي الإجمالي التاريخي لمقاطعة هونان لعام 1952 حتى الآن (SNA2008) (تعادل القوة الشرائية لليوان الصيني، بالدولار الأمريكي الدولي بناءً على تقرير صندوق النقد الدولي عن تقرير آفاق الاقتصاد العالمي لشهر أكتوبر 2017) |                          |                          |                                           |                  |                                                |                                                |                                                |                                       |                                             |
| السنة | ناتج محلي إجمالي         | ناتج محلي إجمالي         | ناتج محلي إجمالي                          | ناتج محلي إجمالي | حسب الفرد (على أساس عدد السكان في منتصف العام) | حسب الفرد (على أساس عدد السكان في منتصف العام) | حسب الفرد (على أساس عدد السكان في منتصف العام) | مصدر                                  | مصدر                                        |
| السنة | ناتج محلي إجمالي (مليون) | ناتج محلي إجمالي (مليون) | ناتج محلي إجمالي (مليون)                  | نمو حقيقي (%)    | حسب الفرد                                      | حسب الفرد                                      | حسب الفرد                                      | سعر الصرف (1 عملة أجنبية إلى رنمينبي) | سعر الصرف (1 عملة أجنبية إلى رنمينبي)       |
| السنة | رنمينبي                  | دولار أمريكي             | تعادل القدرة الشرائية (دولار أمريكي دولي) | نمو حقيقي (%)    | رنمينبي                                        | دولار أمريكي                                   | تعادل القدرة الشرائية (دولار أمريكي دولي)      | 1 دولار أمريكي                        | 1 دولار أمريكي دولي (تعادل القدرة الشرائية) |
| 2016 | 3,155,137                | 475,007                  | 901,236                                   | 8.0              | 46,382                                         | 6,983                                          | 13,249                                         | 6.6423                                | 3.5009                                      |
| 2015 | 2,917,217                | 468,373                  | 821,867                                   | 8.5              | 43,157                                         | 6,929                                          | 12,159                                         | 6.2284                                | 3.5495                                      |
| 2014 | 2,728,177                | 444,126                  | 768,414                                   | 9.5              | 40,635                                         | 6,615                                          | 11,445                                         | 6.1428                                | 3.5504                                      |
| 2013 | 2,483,465                | 400,999                  | 694,307                                   | 10.1             | 37,263                                         | 6,017                                          | 10,418                                         | 6.1932                                | 3.5769                                      |
| 2012 | 2,233,833                | 353,875                  | 629,107                                   | 11.4             | 33,758                                         | 5,348                                          | 9,507                                          | 6.3125                                | 3.5508                                      |
| 2011 | 1,981,655                | 306,815                  | 565,299                                   | 12.8             | 30,103                                         | 4,661                                          | 8,587                                          | 6.4588                                | 3.5055                                      |
| 2010 | 1,615,325                | 238,618                  | 487,925                                   | 14.6             | 24,897                                         | 3,678                                          | 7,520                                          | 6.7695                                | 3.3106                                      |
| 2009 | 1,315,627                | 192,597                  | 416,667                                   | 13.9             | 20,579                                         | 3,013                                          | 6,517                                          | 6.8310                                | 3.1575                                      |
| 2008 | 1,162,761                | 167,422                  | 366,016                                   | 14.1             | 18,261                                         | 2,629                                          | 5,748                                          | 6.9451                                | 3.1768                                      |
| 2007 | 948,599                  | 124,750                  | 314,637                                   | 15.1             | 14,942                                         | 1,965                                          | 4,956                                          | 7.6040                                | 3.0149                                      |
| 2006 | 772,232                  | 96,870                   | 268,350                                   | 12.8             | 12,192                                         | 1,529                                          | 4,237                                          | 7.9718                                | 2.8777                                      |
| 2005 | 662,345                  | 80,856                   | 231,670                                   | 12.2             | 10,606                                         | 1,295                                          | 3,710                                          | 8.1917                                | 2.8590                                      |
| 2000 | 355,149                  | 42,901                   | 130,603                                   | 9.0              | 5,425                                          | 655                                            | 1,995                                          | 8.2784                                | 2.7193                                      |
| 1995 | 213,213                  | 25,531                   | 78,117                                    | 10.3             | 3,359                                          | 402                                            | 1,231                                          | 8.3510                                | 2.7294                                      |
| 1990 | 74,444                   | 15,564                   | 43,724                                    | 4.0              | 1,228                                          | 257                                            | 721                                            | 4.7832                                | 1.7026                                      |
| 1985 | 34,995                   | 11,917                   | 24,966                                    | 12.1             | 626                                            | 213                                            | 447                                            | 2.9366                                | 1.4017                                      |
| 1980 | 19,172                   | 12,795                   | 12,820                                    | 5.2              | 365                                            | 244                                            | 244                                            | 1.4984                                | 1.4955                                      |
| 1975 | 11,840                   | 6,366                    |                                           | 10.3             | 239                                            | 129                                            |                                                | 1.8598                                |                                             |
| 1970 | 9,305                    | 3,780                    |                                           | 17.6             | 211                                            | 86                                             |                                                | 2.4618                                |                                             |
| 1965 | 6,532                    | 2,653                    |                                           | 13.2             | 170                                            | 69                                             |                                                | 2.4618                                |                                             |
| 1960 | 6,407                    | 2,603                    |                                           | -1.0             | 176                                            | 71                                             |                                                | 2.4618                                |                                             |
| 1955 | 3,583                    | 1,376                    |                                           | 18.5             | 104                                            | 40                                             |                                                | 2.6040                                |                                             |
| 1952 | 2,781                    | 1,251                    |                                           |                  | 86                                             | 39                                             |                                                | 2.2227                                |                                             |

## التركيبة السكانية

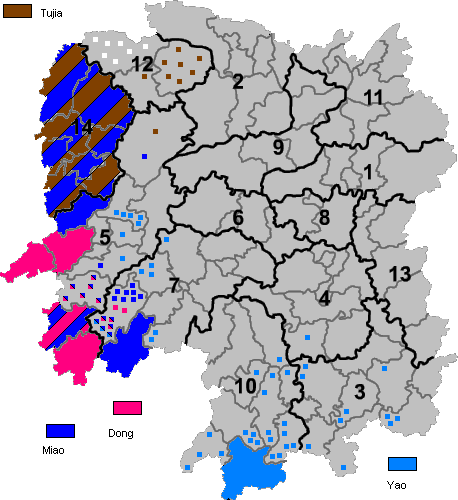
المناطق المأهولة بالأقليات العرقية في هونان

يبلغ عدد سكان هونان 64.400.700 نسمة حسب تعداد 2000، يتألفون من 41 مَجمُوعَة عرقيَّة، نما سُكَّانها مُنذ 1990 بنِسبَة 6.17 بالمائة (3,742،700)، ووفقًا لبيانات التعداد كَان 89.78 بالمائة منهم (57,540,000) من عرقيَّة هان الصينيَّة، وتبلغ نسبة الأقلّيات 10.21 بالمائة مَا يقارب 6.5 مليُون نسمة، وتشمل الأقلّيات التوجيا، والهمونغ، والدونغ، والياو، والباي، وهوي، وتشوانغ، وأويغور، وَغَيرَهَا.
يعيش حوالي 5000 نسمة من الأويغور حول مقاطعة تاويوان، وأجزاء أُخرى من تشانغده،  تناسب الهوي مَع الأويغور في هَذِه اَلمِنطَقَة،  يمارس الأيغور في تشانغده عادات الهان الصينيَّة الأُخرى، مِثل عبادة الأسلاف في القبور، وأكل لحم الخنزير، ويزور بَعض الأويغور من شينجيانغ الهونان بدافع الفضول أو الاهتمام،  ويتحدثون باللغة الصينيَّة كلغتهم الأم بدلًا من اللغة الأويغورية.

### الدين
الدين في خونان
الديانات السائدة في هونان هي البوذية الصينية، والتقاليد الطاوية، والديانات الشعبية الصينيَّة، ووفقًا لمسح أُجري في عاميّ 2007 و2009، يعتقد ويُشارك 20.19 بالمائة من السكان في تبجيل الأسلاف، ويُعتبر 0.77 بالمائة من السكان مسيحيين، وَلَم تقدم التَّقارير أرقامًا لأديان أُخرى، وقد يكون 79.04 بالمائة من السكان إمَّا غير متدينين أو متورطين في عبادة آلهة الطبيعة، والبُوذيَّة، والكونفوشيوسية، والطاوية، والطوائف الدينيَّة الشعبية.
بلغَ عدد المُسلمين في عام 2010 في هونان 118,799 نسمة.

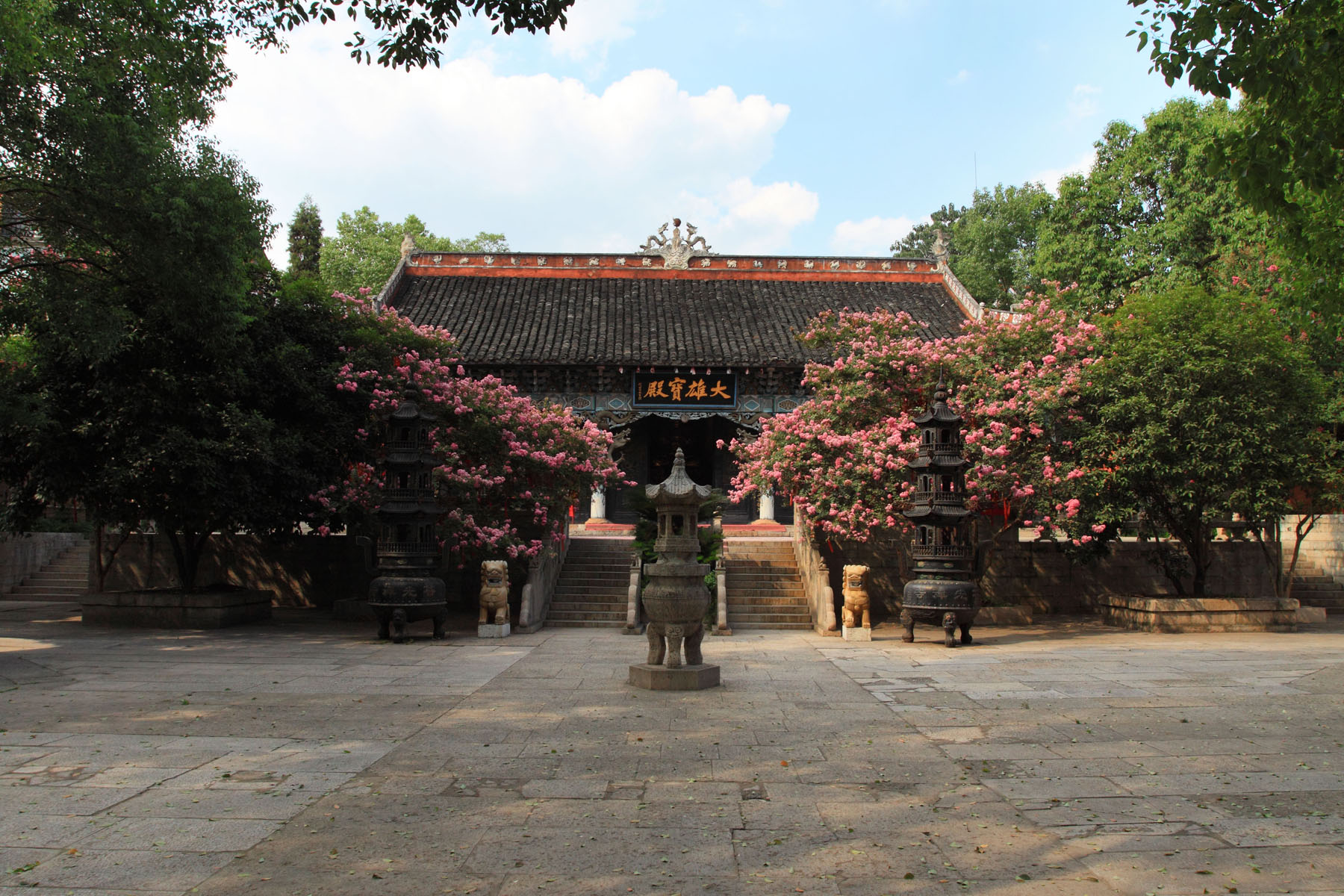
معبد بوجوانج البوذي في تشانغجياجيه.
معبد كونفوشيوس في ليويانغ.
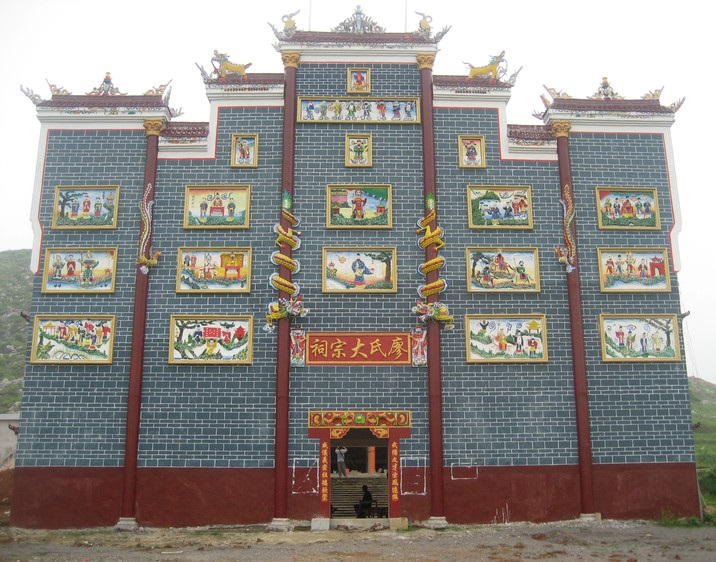
ضريح الأجداد في المحافظة.

## الثقافة

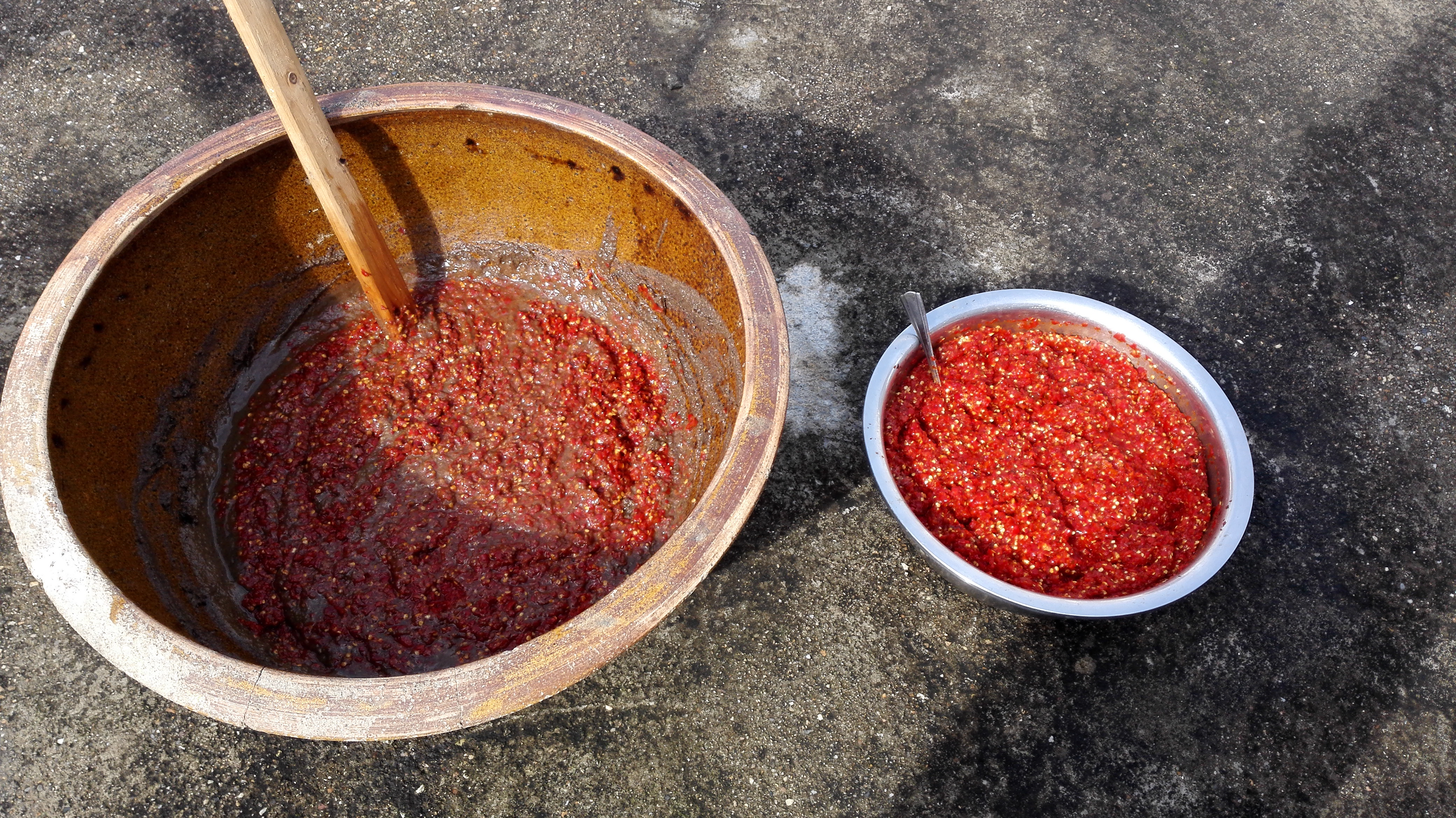
صلصة الفلفل الحار يونغفنغ.

أنتجت صناعة الثقافة في خونان 87 مِليار يوان (11.76 مِليار دُولَار أمريكي) من القِيمَة الاقتصاديَّة في عام 2007،  وهي مساهم رَئِيسيّ في النمُو الاقتصاديّ للمقاطعة، وتمثّل الصناعة 7.5 بالمائة من الناتج المحليّ الإجمالي للمنطقة.
يشتهر مطبخ خونان باستخدامه للفلفل الحار والثوم والكراث،  ومن الأطباق الرَئِيسيّة لحم الخنزير المقدد المدخن، ولحم البقر الحار المقلي.
يحظى «هواغوكسي» بشعبية كَبِيرَة في مقاطعة خونان، وَهُو شكل من أَشكَال الأوبرا الصينية.

## اللغات
يتحدث السكان في خونان بلغات «شيانغ الصينيَّة» وهي مَجمُوعَة متنوعة من الصينيَّة، ويُوجد العديد من اللهجات واللغات الأُخرى مِثل جَنُوب غَرب الماندرين ولغة الهاكا و«واكسيانج الصينيَّة»، و«شيانغنان توهوا»، وللغة «شيانغنان توهوا» نِظَام كتابة خاصّ يٌدعى «نو شو» ويُستخدم حصريًا بَين النِساء في مقاطعة جيانغيونغ والمناطق المُجاورة في جَنُوب خونان.

## السياحة
تَقع خونان في الجزء الجنوبي الأوسَط من البر الرَئِيسيّ الصيني، وتشتهر ببيئتها الطَّبيعية المحاطة بالجبال من الشَّرق والغرب وَالجَنُوب ونهر اليانغتسي من الشمال. وعُرفت اَلمِنطَقَة بأنَّها مَركَز رَئِيسيّ للزراعة وزراعة الأرز والشاي والبرتقال.
- ولينغيوان هُو أحد مواقع التراث العالميّ وتُعتبر مِنطَقَة ذَات مناظر خلابة، وتقع في جَنُوب وَسَط خونان، وتشتهر بآلاف أعمدة الكوارتزيت المبنية من الحجر الرملي والكهوف والشلالات، وتحتوي اَلمِنطَقَة أيضًا على متنزه زانغجياجي الوطني للغابات.
- أدرجت اليونسكو مقاطعة فنغهوانغ في محافظة شيانغشى توجيا على قَائِمَة التراث العالميّ المؤقت بسبب مدينتها القديمة.[56]

## الرِياضَة

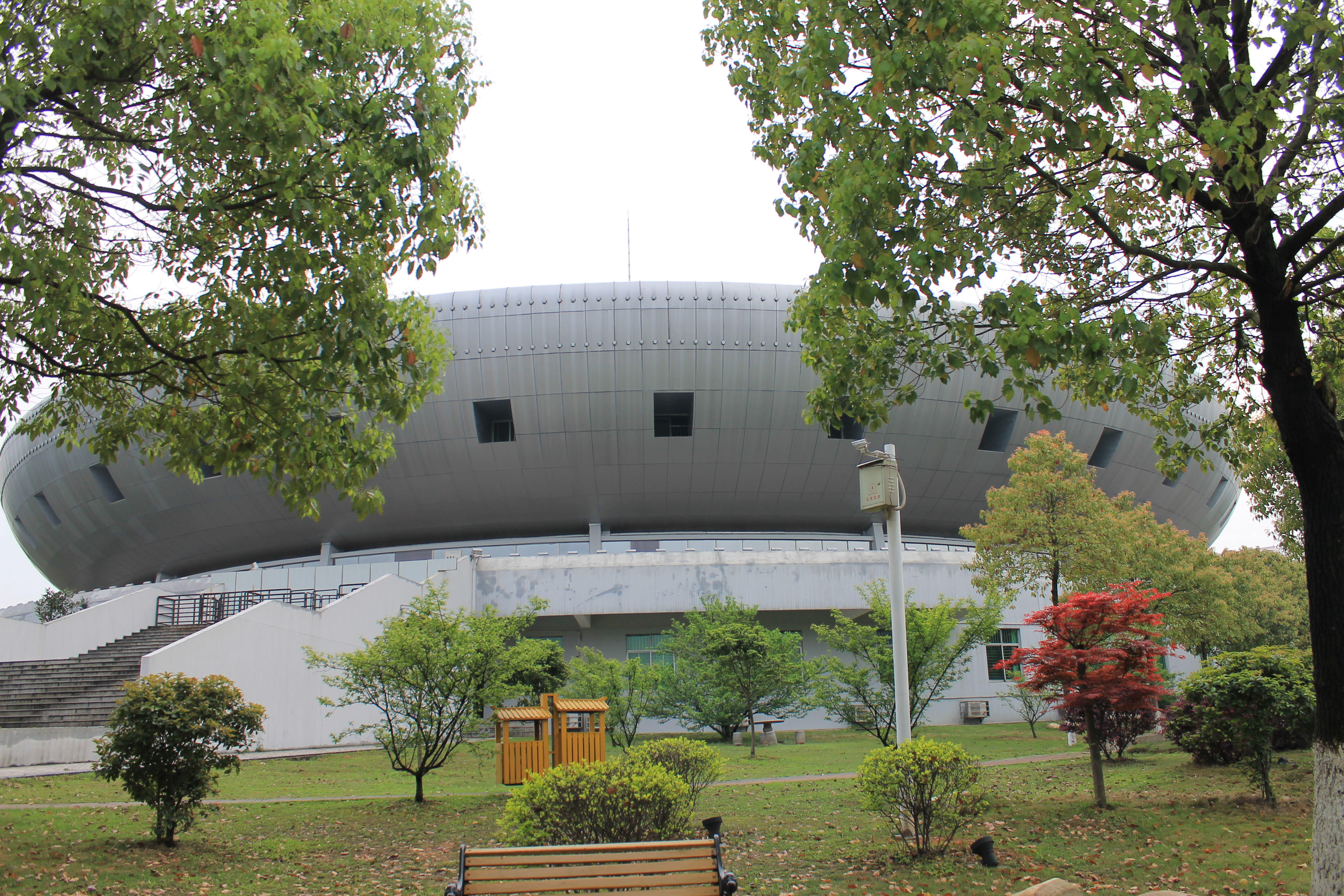
استاد ييانغ الاولمبي

تَشمَل الفرق الرياضية المحترفة في خونان مَا يلي:
- الدوري الصيني الدرجة الأولى:
  - خونان بيلوز إف سي.

## المدن الشقيقة
لخونان اتفاقيات توأمة مع كل من:
- شيغا (1982 -)
- ساغا (25 مارس 1983 -)
- توكوشيما (24 أكتوبر 2011 -)